# Sideroxylon portoricense
Sideroxylon portoricense är en tvåhjärtbladig växtart som beskrevs av Ignatz Urban. Sideroxylon portoricense ingår i släktet Sideroxylon och familjen Sapotaceae.

## Underarter
Arten delas in i följande underarter:
- S. p. minutiflorum
- S. p. portoricense